# Colette Le Moal
Colette Le Moal, née Amicel le 27 mars 1932 à Paris 13e (Seine), est une femme politique française.

## Biographie
Suppléante de Christian Blanc dans la 3e circonscription des Yvelines, elle devient députée le 19 avril 2008, un mois après l'entrée de Christian Blanc au Gouvernement. À la suite de la démission de celui-ci de ses fonctions de secrétaire d'État, elle quitte l'Assemblée nationale le 5 août 2010.

## Détail des mandats
- Maire de Bailly (Yvelines) de 1977 à 1995
- Maire-adjointe de Bailly de 1995 à 2001
- Maire honoraire de Bailly depuis 2001
- Conseillère générale des Yvelines, élue dans le canton de Saint-Nom-la-Bretèche, de 1994 à 2008
- Vice-présidente du conseil général des Yvelines de 2001 à 2008
- Députée de la 3e circonscription des Yvelines de 2008 à 2010